# 寺滩乡
寺滩乡，是中华人民共和国甘肃省白银市景泰县下辖的一个乡镇级行政单位。

## 行政区划
寺滩乡下辖以下地区：
寺滩村、三道趟村、新墩湾村、宽沟村、单墩村、疃庄村、永泰村、大庄村、付家庄村、玉川村、东梁村、刘庄村、永川村、九支村和郭台村。

## 中国传统村落
2012年，永泰村被评为首批“中国传统村落”。永泰村位于国家文物保护单位永泰古城内。永泰古城是丝绸之路沿线现存最具代表性且保存比较完整的明代军事城堡。